# Чадърли
Чадърли (на гръцки: Στρύμη, Стрими) е село в Гърция, Западна Тракия, дем Марония-Шапчи.

## География
Селото се намира югозападно от магистралния път Гюмюрджина (Комотини) – Дедеагач (Александропулис), в северните склонове на планината Ишиклъка. Североизточно от Чадърли, в посока Караагачкой (Диони) са разположени пещерни образувания, означени с туристическа табела като отбивка от асфалтовия път.
Според преброяването от 2001 година има 171 жители.

## История
В XIX век Чадърли е българско село в Гюмюрджинска кааза в Одринския вилает на Османската империя. Според „Етнография на вилаетите Адрианопол, Монастир и Салоника“, издадена в Константинопол в 1878 година и отразяваща статистиката на населението от 1873 година, Чадерли (Tchaderli) има 180 домакинства и 912 жители българи.
През 90-те години на 19 век в селото под влияние на съседното Калайджидере (Каситера) започва откъсване от българското население от гърцизма и признаване на Българската екзархия. С помощта на Димитър Лалата Т. Ив. Кадиев, Тодор Хаджиев, Аанас Текерлеков, Иван Белев и младият учител Чавдар Чавдаров успяват да отцепят селото от Патриаршията. Първият български учител в Чадърли е Калоян Калоянов от Доган Хисар, а свещеник – поп Георги.
| Църковно-училищни и революционни дейци | Църковно-училищни и революционни дейци |
| Име                                    | Бележка                                |
| -------------------------------------- | -------------------------------------- |
| 1. Чавдар Чавдаров                     |                                        |
| 2. Иван Арабаджията                    |                                        |
| 3. Чавдар Кирев Царят                  |                                        |
| 4. Павел Георгиев Башко                |                                        |
| 5. Тодор Сивков                        |                                        |
| 6. Павел Джарев                        |                                        |
| 7. Павел Иванчев                       |                                        |
| 8. Тодор Балабанов                     |                                        |
| 9. Стоян Костов                        |                                        |
| 10. Тодор Костов                       |                                        |
| 11. Вълчо Сламов                       |                                        |
| 12. Георги Янев                        |                                        |
| 13. Никола Белев                       |                                        |
| 14. Чавдар Славков                     |                                        |
| 15. Кирязо (Киро) Христев              | от Жужелци, Костурско                  |
| 16. Георги Тончев                      | кмет                                   |
| 17. Киро Семерджията                   | помощник-кмет                          |
| 18. Стоян Чолакът                      |                                        |
| 19. Стою Янев                          |                                        |
| 20. Тодор Салванов                     |                                        |
| 21. Вълко Петев                        |                                        |
| 22. Димитър Арнаудов                   |                                        |
| 23. Димитър Стоянов                    |                                        |
| 24. Георги Трингов                     |                                        |

При избухването на Балканската война в 1912 година 5 души от Чадърлъ са доброволци в Македоно-одринското опълчение.
Според данните на Любомир Милетич за населението в Одринския вилает, посочени в „Разорението на тракийските българи през 1913 г.“, до Балканските войни с. Чадърли е населено изцяло от българи, наброяващи 220 семейства.
Селото е било сравнително заможно, като голяма част от населението се е препитавало от скотовъдство (главно овцевъдство) и земеделие, вкл. обработка на притежаваните предимно от турски земевладелци ниви в близката равнинна част около Шапчи.
По време на т.нар. Гюмюрджинска автономна република жителите на Чадърли търсят спасение в границите на България, предимно в Хасковско, след което се завръщат по родните си места.
След установяването на гръцкото управление в Западна (Беломорска) Тракия през 1920 г., голяма част от българското население на с. Чадърли остава сравнително по-дълго в селото и се изселва в България с последната голяма бежанска вълна в периода след 1925 г. до 1928 г. предимно в Хасковско и Кърджалийско.
По време на Гръцко-турската война (1919-1922) и след установяване на гръцкото управление в областта много български младежи от с. Чадърли са мобилизирани в гръцката армия и изпратени в района на бойните действия в Мала Азия, където мнозина от тях загиват или се водят безследно изчезнали.
Селото е преименувано през 1920 г. след предаване на Западна Тракия на Гърция. В началото на 20-те години на 20 век в резултат на размяната на население между България и Гърция и между Турция и Гърция в Стрими се заселват гърци-бежанци от България и Турция. Преобладаващата част произхождат от село Свети Влас, Поморийско (по-малко от 10 гръцки семейства остават да живеят след 1922 г. в Свети Влас), останалата част са гърци от Източна Тракия - Лозенград и гърци от Мала Азия.
В годините между Първата и Втората световна война населението на Стрими е наброявало около 500 души.

## Личности
Родени в Чадърли
- Вълчо Кадиев (1918 – 1998), български скулптор;
- Петко Терзиев, български просветен деец;
- Стоян Терзиев, български революционер;
- Чавдар Чавдаров (1858 – 1935), български революционер.